# Шубина (деревня)
Шу́бина — деревня в Черемховском районе Иркутской области России. Входит в состав Черемховского муниципального образования.

## География
Деревня находится на расстоянии 12 км к северо-востоку от города Черемхово, административного центра района.

## Население
| 2002 | 2010 | 2011 | 2012 |
| ---- | ---- | ---- | ---- |
| 114  | ↘61  | →61  | ↘59  |

### Гендерный состав
По данным Всероссийской переписи, в 2010 году в деревне проживал 61 человек (26 мужчин и 35 женщин).